# Giovanni Fedrigo
Giovanni Fedrigo (* 29. Februar 1952 in Palazzolo dello Stella) ist ein ehemaliger italienischer Radrennfahrer.

## Sportliche Laufbahn
Fedrigo war Straßenradsportler und blieb während seiner gesamten Laufbahn Amateur.
1976 siegte Fedrigo in der ersten Austragung der Vuelta Ciclista de Chile vor Guido Van Calster und gewann die Bergwertung. Er holte dabei zwei Etappensiege. 1980 siegte er im Giro Ciclistico d’Italia vor Alessandro Paganessi. In diesem Etappenrennen wurde er 1976, 1978, 1979 und 1981 jeweils Dritter. Er gewann die Settimana Ciclistica Lombarda 1981 vor Helmut Wechselberger. 1974 kam er in der Vuelta Ciclista del Uruguay mit einem Etappensieg auf den zweiten Rang, ebenso im Giro della Valle d’Aosta 1978 und 1980. Im Giro della Valle d’Aosta gewann er 1976 und 1978 eine Etappe. 1980 siegte er im Eintagesrennen Trofeo Torino–Biella. Im Piccolo Giro di Lombardia 1977 wurde er Zweiter hinter Maurizio Donati. In der Tour de l’Avenir 1979 wurde er 35.